# Sjung för gamla Djurgår'n
Sjung för gamla Djurgår'n  är Djurgårdens IF:s signaturmelodi. 
Låten har spelats innan DIF-matcher i olika omgångar sedan 1970-talet, en nygammal version spelas innan alla hemmamatcher.
Originalversionen spelades av Kisa Magnusson och Lars Bagges Orkester. SFGD spelades in 1972 och innehåller 3 verser, låten spelas oftast upp när spelarna går in på planen när det är fotboll eller när strax innan tekningen i ishockeyn. I och med uppspelningen av låten sjunger supportrarna med. På matcherna spelar man bara upp 2 verser.

## Andra versioner
- Diana Ellman (bas: Olof Lindh)